# Jean-Luc Buisine
Pour les articles homonymes, voir Buisine.
Jean-Luc Buisine, né le 5 octobre 1961 à Caudebec-en-Caux, est un footballeur français devenu, après sa carrière sportive, dirigeant, agent de joueurs puis recruteur.
Il dispute 241 matches de championnat de France durant sa carrière. Sa première apparition en Division 1 a lieu le 15 octobre 1982 lors d'une rencontre entre Stade lavallois et le FC Rouen (3-1).

## Biographie
Jean-Luc Buisine est désigné capitaine de l'équipe de France espoirs durant de nombreuses années au début de sa carrière[réf. nécessaire]..
Il commence sa carrière professionnelle au FC Rouen en 1979, lors d'un match contre le Stade de Reims. Il fait ainsi partie de l'effectif rouennais lors du match du 8 mai 1982 qui permet au club normand de remonter en première division. Il est recruté par le Lille OSC en 1986, et y joue durant la quasi-totalité du reste de sa carrière de joueur professionnel, jusqu'à l'âge de 33 ans.
Après une expérience de cinq ans en tant qu'agent de joueurs, durant laquelle il se constitue un important réseau de correspondants tout au tour de la terre, il revient au Lille OSC en avril 2003, au poste de responsable de la cellule recrutement. Il demande alors à la FFF le gel de sa licence d'agent de joueurs, incompatible avec ses nouvelles fonctions.
Jean-Luc Buisine est à l'origine de la venue dans le club nordiste de nombreux joueurs, comme Peter Odemwingie, Stephan Lichtsteiner, Mathieu Bodmer ou Grégory Tafforeau qu'il est allé chercher à Caen, Kader Keita au Qatar, Michel Bastos au Brésil, ou encore Dimitri Payet...[réf. nécessaire]
Il recrute également Moussa Sow, alors libre de tout contrat, et qui est sacré meilleur buteur de Ligue 1 en 2010-2011, la saison suivant son arrivée il recrute Adil Rami, Rio Mavuba ou Aurélien Chedjou[réf. nécessaire].
Après le départ de Claude Puel en 2008, il est sollicité par plusieurs clubs, dont le Paris Saint-Germain pour un poste de directeur sportif auprès de son ami Alain Roche ou encore l'AS Monaco. En désaccord avec le directeur général adjoint Frédéric Paquet,, il remet sa démission à Michel Seydoux début juillet 2011. Il rejoint aussitôt l'AS Monaco, qui vient d'être reléguée en Ligue 2, et dont la politique est basée sur les joueurs issus du centre de formation. Étienne Franzi, le président du club de la Principauté, l'annonce officiellement le 4 juillet 2011, via un communiqué sur le site du club. Le 9 août 2011, il fait revenir Ludovic Giuly à l'AS Monaco. En janvier 2012, il recrute Ibrahima Touré.
Fin juin 2013, il trouve un accord avec les dirigeants monégasques pour une rupture à l'amiable, et se retrouve libre de tout contrat. Début juillet 2013, il arrive au Stade rennais, au poste de responsable de la cellule recrutement. Il arrive après le départ du manager général Pierre Dréossi, au sein d'un club dont l'organigramme est remanié.
En mai 2020, il est nommé directeur de la cellule de recrutement de l'AS Saint-Étienne, en remplacement de Julien Cordonnier qui occupait le poste par intérim, depuis le 19 février, après le départ de David Wantier.

## Carrière

### Joueur
- 1979-1986 : FC Rouen
- 1986-1989 : Lille OSC
- 1989-1990 : RC Strasbourg prêté par Lille (où il joue avec Thomas Allofs, Wolfgang Rolff, José Cobos, Didier Monczuk et Youri Djorkaeff)[19]
- 1990-1994 : Lille OSC

### Dirigeant
- 1995-1998 : USL Dunkerque : Directeur du centre de formation, entraîneur puis directeur général[20]
- 1998-2003 : Agent de joueurs
- 2003-2011 : Lille OSC : Responsable de la cellule recrutement
- 2011-2013 : AS Monaco FC : Responsable du recrutement
- 2013-2019 : Stade Rennais : Responsable de la cellule recrutement
- 2020-2022 : AS Saint-Étienne : Responsable de la cellule recrutement

## Palmarès
En tant que dirigeant :
Champion de France avec le losc 2011
Vainqueur coupe de France avec le losc 2011
Champion de France L2 avec as Monaco 2013
Finaliste coupe de France avec le stade rennais fc 2014
Vainqueur de la coupe de France avec le stade rennais fc 2019
Finaliste coupe de France as Saint Eienne 2020